# Gadna
Gadna là một thị trấn thuộc hạt Borsod-Abaúj-Zemplén, Hungary. Thị trấn này có diện tích 8,09 km², dân số năm 2010 là 260 người, mật độ 32 người/km².